# Palais Kesselstatt

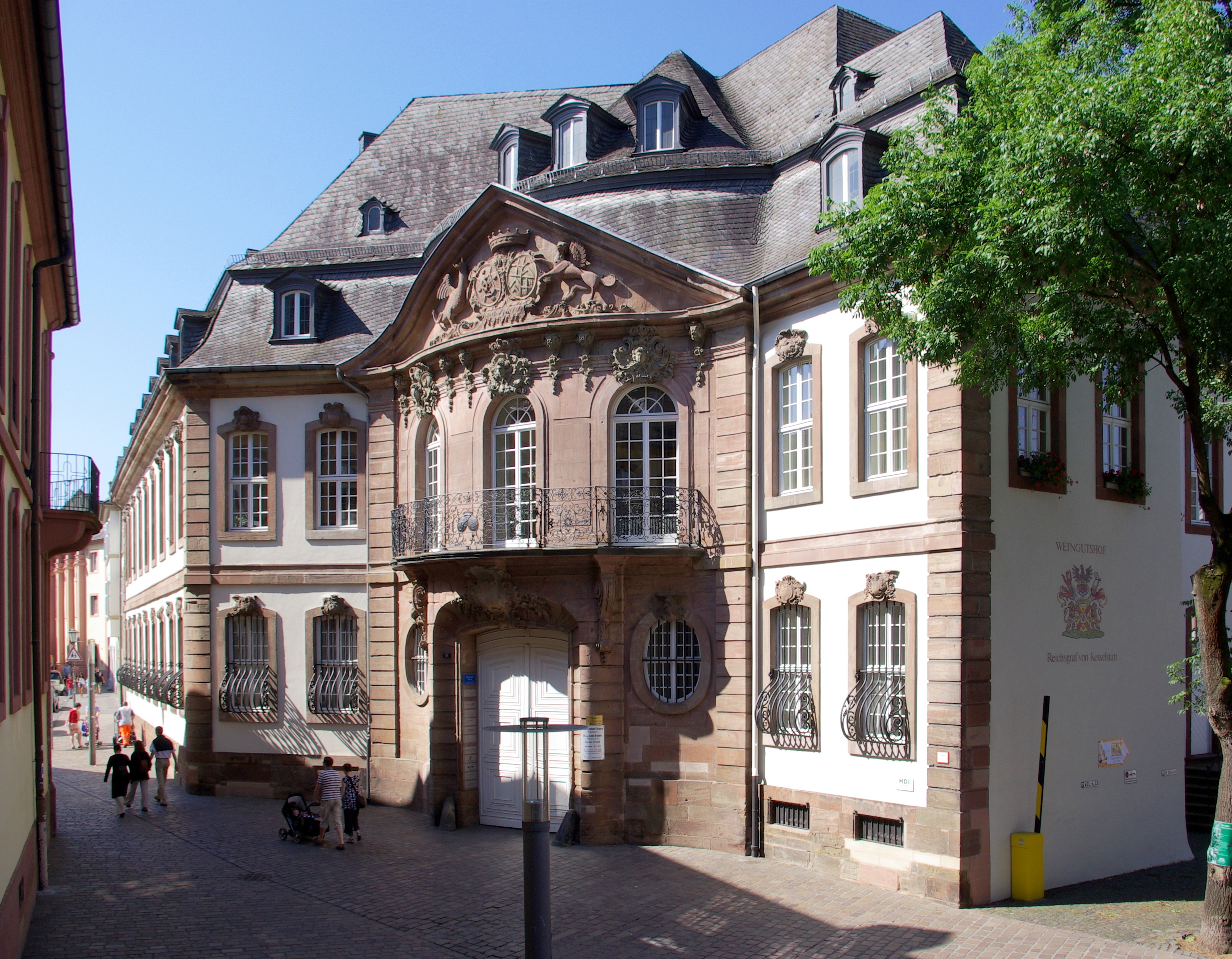
Palais Kesselstatt

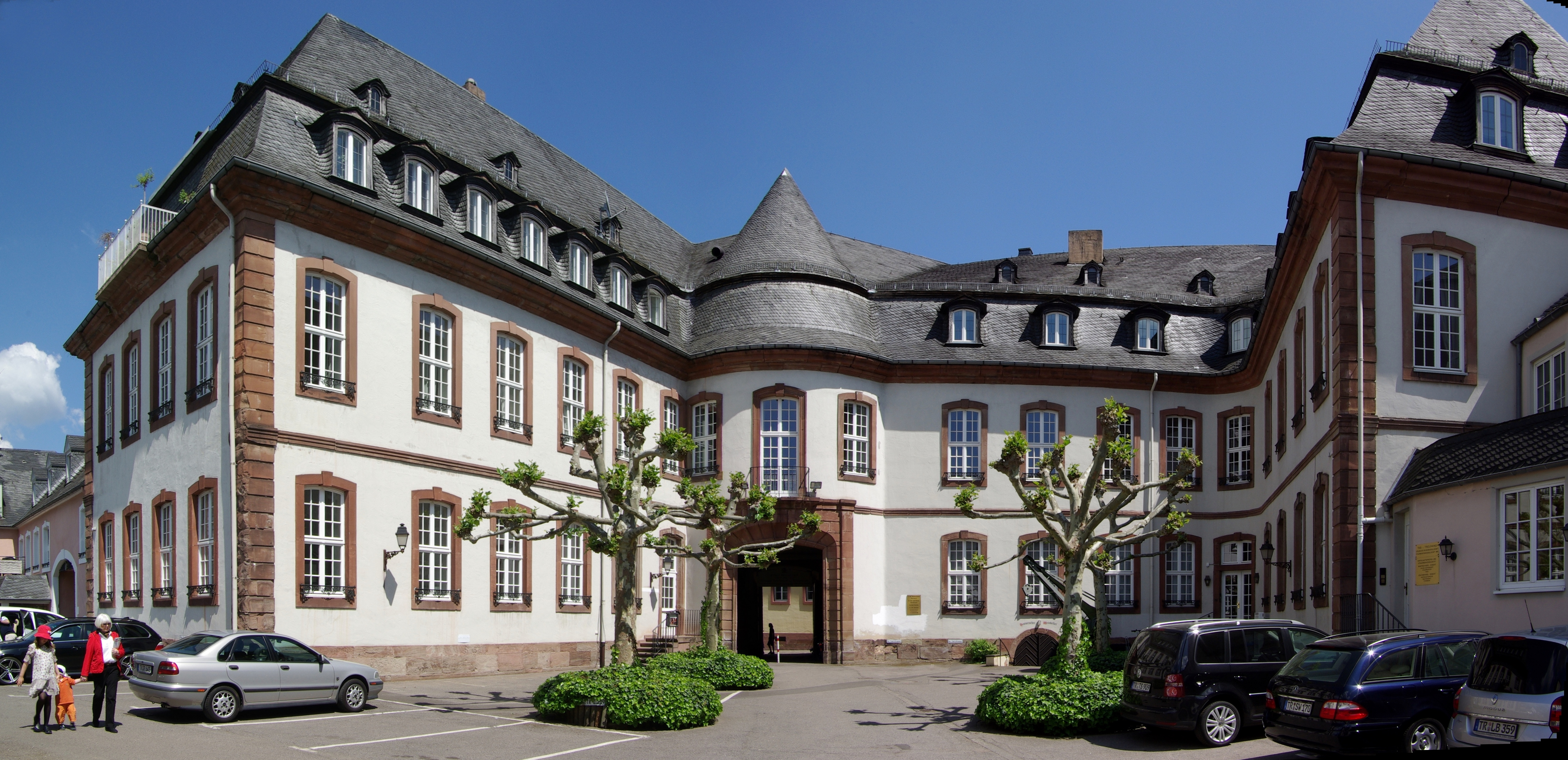
Rückseite

Das Palais Kesselstatt ist ein Kulturdenkmal in der Liebfrauenstraße in Trier in Rheinland-Pfalz.
Die repräsentative Dreiflügelanlage mit Mansarddach und einem Mittelbau mit vorschwingender Fassade wurde von 1740 bis 1746 errichtet für Karl Friedrich Melchior Graf Kesselstatt aus dem Hause Kesselstatt.
Der Architekt war Johann Valentin Thoman aus Mainz.
Das Gebäude besitzt barocke Einraumkeller, einen Weinkeller, eine Gewölbehalle sowie den tonnengewölbten Weberbach-Kanal.
Unmittelbar neben dem Palais befindet sich der ehemalige Bernardhof, der heute ein Restaurant und die Weinstube Kesselstatt beherbergt.